# Becky
Becky（日語：ベッキー，1984年3月6日—）是日本知名女藝人、歌手、主持人、演員，出生於日本神奈川縣。父親是英國人，母親是日本人，本名蕾貝卡·英里·雷朋（Rebecca Eri Rabone；レベッカ・英里・レイボーン）。畢業於亞細亞大學（亜細亜大学）經營學部。身高157cm，血型AB型。2019年與讀賣巨人棒球隊二軍內野守備教練片岡治大結婚，並於隔年三月產子。
目前的音樂活動以「♪#」（♪♯不發音）名義發表作品。所屬經紀公司為Sun Music Production，唱片公司為EMI JAPAN。

## 經歷
母親是日本人，父親是英國人，有一個妹妹。20歲成年時選擇了日本國籍。因為從小立志成為藝人，所以從不拍攝泳裝或過度暴露的照片，以免日後被公開。正式出道在是1999年東京電視台的晨間兒童節目中的OHA GIRL亮相。此後活躍於各類藝能活動。因為未來有自己開設雜貨店鋪的計畫，所以一邊進行藝能活動一邊就讀大學的經營學部，以四年時間畢業，並自己支付學費。當時雖然有許多工作，但都很正常的去學校上課，當時校內甚至有「Becky双子說」（以為Becky有雙胞胎姐妹代替她到校上課）的趣聞。
出道以來以正面健康的形象走紅於日本，時常出現在日本各大人氣榜單。2011年的日經娛樂藝人認知度及關心度綜合排行排名第16，在女藝人類別中排名第1。2013年Oricon藝人好感度排行第一。

## 事件
2016年1月，Becky被《週刊文春》通知即將在隔天出刊一篇與已婚不滿一年的樂團「極品下流少女」主唱川繪音發生婚外情的內容，Becky在出刊前一晚緊急召開記者會並落淚，但否認兩人交往，表示僅為好友關係，而川谷亦透過經紀公司公開聲明稿，但未提及兩人關係；記者會後翌日，雜誌公布兩人LINE對話內容，證明兩人確實已交往，且拍攝到兩人過年一起回川谷老家的畫面和取得飯店房內兩人過夜自拍的照片，隱婚的川谷當時否認已婚。而LINE對話口氣亦引起輿論譁然，對話多處用詞甚至被日本、華人區等網友調侃為年度流行語。雜誌表示LINE是從男方身邊音樂圈人士取得。
事件發生後，原有10家廣告合約的Becky，陸續遭廣告商和電視台撤銷代言及節目主持。1月21日，雜誌再度公布記者會前一天的LINE內容，「我們到時就說是朋友～*笑*（Becky）」、「說不定可以成為檯面化的契機（川谷）」、「感謝《週刊文春》！（兩人）」等對話，再度引起民眾批評與反感；至此，Becky原預計播出的廣告全面撤銷。
1月29日，經紀公司表示全面暫停Becky的工作。同年6月开始恢复工作。

## 主要作品

### 電視劇
- ブースカ! ブースカ!!（1999年、東京電視台）第12話飾演 ルルー
- スターぼうず（2000年、BS-i）飾演 ルカ
- 水姑娘（2001年、NHK）飾演 金城ゆかり
- 高斯·奥特曼 第25話（2001年、TBS）飾演 スレイユ星人ラミア
- 通販之男（2002年、朝日電視台）飾演 アリー藤野
- 我的魔法老婆（2003年4月 - 7月、日本電視台）飾演 スーザン
- 藍，或另一種藍（2003年6月 - 7月、NHK）飾演 田島はるか
- Stand Up!!（2003年7月 - 9月、TBS）飾演 加賀エレン
- VICTORY!〜フットガールズの青春〜（2003年11月22日、富士電視台）飾演 熊沢庵子
- 網球甜心!（2004年1月 - 3月、朝日電視台）飾演 宝力冴子
- 火消し屋小町（2004年7月 - 8月、NHK）飾演 相原こずえ
- 最重要的人是誰?（2004年10月 - 12月、日本電視台）飾演 谷本清美
- 輪舞曲（2006年1月 - 3月、TBS）飾演 モユカ
- 夜王〜YAOH〜（2006年1月 - 3月、TBS）飾演 クラリス
- 都立水商!（2006年3月、日本電視台）飾演 山下早苗
- 太陽之歌（2006年7月 - 9月、TBS）
- 名探偵柯南 給工藤新一的挑戰書（2006年10月2日、日本電視台）飾演 沖野ヨーコ
- 花癡妹駕到（2006年10月 - 12月、朝日電視台）飾演 桃山リリ（初主演）
- 迷路的大人們（2006年11月 - 12月、NHK）飾演 エリ
- 新幹線女孩（日本テレビ、2007年7月4日）飾演 高槻凜子（主演）
- 交響情人夢　新春SP（2008年1月、富士電視台）飾演 ターニャ
- 極楽町一丁目 嫁姑地獄篇（2008年10月、WOWOW）飾演 のりこ
- 烏龍派出所第1話（2009年、TBS）飾演 花卷
- 怪物小王子 SP（2010年6月26日、日本電視台）飾演 小怪子
- 求婚兄弟（2011年2月21日 - 2月24日、富士電視台）飾演 鈴木早紀（第4話）
- 華和家四姊妹 （2011年7月10日、TBS）（第1話）
- 怪物小王子 新作SP!（2011年秋、日本電視台）飾演 小怪子
- 三色貓福爾摩斯的推理 第1話（2012年4月14日、日本電視台）飾演 吉塚雪子
- 庶務二課2013（2013年7月 - 9月、富士電視台） - 飾演 三波圓
- 掟上今日子的備忘錄（2015年12月5日、12日、日本電視台）飾演 劇場版「名探偵芽衣子の事件簿」海報人物（友情演出）
- 惡魔律師 御子柴禮司（2019年12月7日、富士電視台）飾演 日下部洋子
- 紅色呼叫鈴（2022年7月11日 - 9月26日、東京電視台）飾演 山根ミク
- 佔領大醫院（2023年1月14日 - 3月18日、日本電視台）飾演 黑鬼 / 伊予みさき
- 在你成為野獸之前（2024年4月6日 - 、東京電視台）飾演 井上カンナ

### 綜藝節目
現在
- FULL CHORUS（BSスカパー、毎週二）
- 2018 年不準笑系列《美國警察篇》（飾田中的相親對象）

休演中
- ありえへん∞世界（東京電視台、毎週二）
- にじいろジーン（關西電視台、毎週六）
- 志村動物園（日本電視台、毎週六）
- 阿Q冒險中（日本電視台、毎週日）
- ライブB♪（TBS、毎月最終周二）
- ニンゲン観察バラエティ モニタリング（TBS、毎週三、2012年10月24日 - 2016）
- 中居大師說（TBS、毎週五）
- 人生のパイセンTV（富士電視台、毎週日、2015年10月18日 - ）

過去
- Happy Music（日本電視台、毎週五深夜 2010年4月2日 - 2013年3月29日）
- クイズ80 （日本テレビ、毎週二、2012年10月9日 - 12月11日）
- 宝探しアドベンチャー 謎解きバトルTORE!（日本電視台、毎週三 2011年7月6日- 2013年2月25日）
- ぴったんこカン・カン（TBS、毎週二）
- おはスタ（Ohaガール）（東京電視台）
- 笑う犬シリーズ（富士電視台）
- @サプリッ!日本電視台）
- クイズ!家族でGO!!（毎日放送）
- COUNT DOWN TV#CDTV-Neo|CDTV-Neo（TBS）
- 秘密倶楽部o-daiba.com、株式会社o-daiba.com（田中リタ役）
- 神奇寶貝☆星期日（東京電視台、隔週日）
- たべごろマンマ!（日本電視台）
- はなまるマーケット（TBS、每周一）
- きよしとこの夜（NHK、 2006年4月〜2009年3月12日）
- ニッポン縦断おかず発見!ルート88（中京電視台、毎週日）
- クメピポ! 絶対あいたい1001人（毎日放送、毎週三）
- 満天☆青空レストラン（日本電視台、毎週六）
- 月光音楽団（TBS、毎週一）
- ぼくの絵わたしの絵 NHK 2011年2月26日 2011年4月1日
- countdown tv 2011-2012 TBS 2011年12月31日
- 赤丸!スクープ甲子園（日本テレビ、毎週一、2013年4月 - 2013年8月）
- 見える歴史（NHK教育台、毎週四、聲出演）
- 森田一義时间 笑一笑又何妨！（富士電視台 毎週四、2009年10月5日 - 2014年3月）

### 電影
- NOEL（2003年、ギャガ・コミュニケーションズ） 飾演 涼子
- 神奇寶貝劇場版：裂空的訪問者 代歐奇希斯（2004年、東宝） - 配音 ヒトミ
- Son of the Mask（2005年、ギャガ・ヒューマックス） - 配音 Tonya Avery（Traylor Howard 飾演）
- 神奇寶貝劇場版：夢幻與波導的勇者 路卡利歐（2005年） - 配音 Kidd Summers
- MAKOTO（2005年、松竹） 飾演 坂下久美
- 神奇寶貝劇場版：神奇寶貝保育家與蒼海的王子 瑪納霏（2006年） - 配音 茱蒂
- 辛普森一家大电影（2007年、20世紀フォックス） - 配音 莉萨·辛普森
- 花樣男子F（2008年、東宝）飾演 乘務員
- 怪獸大戰外星人（2009年、パラマウント・ピクチャーズ） - 配音 蘇珊·墨菲
- 交響情人夢 最終楽章 前編／後編（2009年・2010年、東宝）飾演 ターニャ・ヴィシニョーワ
- エイトレンジャー （2012年、東宝）飾演 鬼頭桃子
- ボクたちの交換日記（2013年、ショウゲート）※友情出演

## 音樂作品

### 「ベッキー」名義

#### 單曲
- 『そらとぶポケモンキッズ』（出道曲 1999年7月17日）
- 『伝説のスタフィー／BOY FRIEND's』（2002年9月4日）
- 『さらら|さらら／けちらせ]』（2002年12月4日）
- 『ホリケンサイズII』（堀内健、高見沢俊彦と共演 2003年3月12日）
- 『ハロー!サンキュー!』（2005年4月29日）
- 『向日葵』（2006年2月22日）

#### 專輯
- 『act4』2004/12/08
- Tribute to Avril Lavigne-Master's Collection-（2006年10月25日）
- 「イエスタデイ・ワンスモア〜TRIBUTE TO THE CARPENTERS〜」（2009年3月25日）

### 「ベッキー♪#」名義

#### 單曲
| No  | 發行日         | 名稱                        | Oricon首周排名 |
| --- | -------------- | --------------------------- | -------------- |
| 1st | 2009年12月2日  | 全心全意/Hapi Hapi          | 10             |
| 2nd | 2010年2月3日   | 好きだから                  | 11             |
| 3rd | 2010年7月20日  | エメラルド/ころころマゴコロ | 12             |
| 4th | 2010年12月1日  | 冬空のLove Song             | 9              |
| 5th | 2011年6月15日  | 風のしらべ                  | 13             |
| 6th | 2012年6月27日  | ヤルキスイッチ              | 12             |
| 7th | 2012年12月12日 | MY FRIEND～ありがとう～     | 17             |
| 8th | 2013年11月13日 | ぎゅ。                      | 46             |

#### 線上配信作品
- 2013年3月6日「time to go!」（ミュシャ財団秘蔵　ミュシャ展主題曲）

#### 参加作品
- 2011年3月2日 GOOD LUCKY!!!!!  （與GReeeeN的合唱歌）
- 2013年6月5日 Crying （Infinite H Feat Becky♪♯） 日文版

#### 專輯
| NO  | 發行日        | 名稱           | Oricon首周排名 |
| --- | ------------- | -------------- | -------------- |
| 1st | 2010年2月24日 | 心の星         | 12             |
| 2nd | 2011年7月13日 | 風とメロディー | 20             |

#### 精選輯
| NO  | 發行日         | 名稱                      | Oricon首周排名 |
| --- | -------------- | ------------------------- | -------------- |
| 1st | 2013年12月11日 | 3shine!～Singles & More～ |                |

## 書籍著作

### 寫真集、隨筆
- べき冷蔵庫 2001年11月10日 ソニーマガジンズ ISBN 4789717631
- Valentine Road 2004年3月6日 美術出版 ISBN 4568221188
- ベッキーの心のとびら （隨筆 - Becky的心之扉）2009年3月6日 幻冬舎 ISBN 4344016378
- イッテQ本「ベッキーラッキーツアーinヨーロッパ 2012年10月14日 ISBN 4820301063
- ベッキー♪♯『ゆめの音色～music life～』(夢的音色~music life) 2013年3月27日 M-ON!Enterta ISBN 4789735532

### 繪本
- びあん（絵・作/ベッキー）ISBN 4522421834

## 外部連結
- べき子製鉄所 官網 （页面存档备份，存于）
- Becky的X（前Twitter）
- Becky的Instagram帳戶
- Official Becky Facebook （页面存档备份，存于）
- GREE BLOG （页面存档备份，存于）
- べっ記（官方BLOG）
- ベッキー♪♯ EMI JAPAN 歌手介紹